# Alibertia edulis
Alibertia edulis, el puruí,  es una especie de plantas con flores de la familia Rubiaceae. Es originario de América tropical.

## Descripción
Son arbustos o árboles que alcanzan hasta los 6 m de alto; son plantas dioicas. Las hojas don opuestas, elípticas a elíptico-oblongas, de 5–20 cm de largo y 1.5–8 cm de ancho, ápice agudo o acuminado, base cuneada a obtusa, cartáceas a subcoriáceas, glabras o a veces cortamente pilosas en el envés, nervios secundarios 6–12 pares, a veces con domacios; pecíolos 2–5 (10) mm de largo; estípulas interpeciolares, triangulares, 7–20 mm de largo, acuminadas, generalmente persistentes. Las flores son fragantes, las estaminadas 3–8 en fascículos, las pistiladas solitarias y algo más pequeñas, pedicelos 1–3 mm de largo, con brácteas reducidas o ausentes; limbo calicino 2–6 mm de largo, brevemente 4–5-lobado; corola hipocrateriforme, glabra externamente, blanca cambiándose a amarilla después de la antesis, tubo 15–30 mm de largo, lobos 4–5, 10–20 mm de largo, convolutos; ovario 2–8-locular, óvulos numerosos por lóculo. Frutos abayados, subglobosos, 2–4 cm de diámetro, cafés a amarillentos, pericarpo coriáceo a leñoso, pulpa suculenta; semillas angulosas, 3–8 mm de largo.

## Distribución y hábitat
Es frecuente en los bosques húmedos, en la zona atlántica, menos frecuente en la zona pacífica; se encuentra en alturas de 0–1000 metros; florece probablemente durante todo el año,en el centro de México hasta Bolivia y Brasil, también en Cuba. 

## Nombres comunes
Castellano: guayabo negro de la Guayana, pitajoní hembra, pitajoní de Cuba, guayabillo, sul sul.

## Sinonimia
- Genipa edulis Rich., Actes Soc. Hist. Nat. Paris 1: 107 (1792).
- Gardenia edulis (Rich.) Poir. in J.B.A.M.de Lamarck, Encycl., Suppl. 2: 708 (1812).
- Garapatica edulis (Rich.) H.Karst., Fl. Columb. 1: 57 (1858).
- Amaioua utilis Baill., Bull. Mens. Soc. Linn. Paris 1: 220 (1879), nom. superfl.
- Amaioua edulis (Rich.) Baill., Hist. Pl. 7: 387 (1880).
- Cordiera edulis (Rich.) Kuntze, Revis. Gen. Pl. 1: 279 (1891).
- Cordiera garapatica Kuntze, Revis. Gen. Pl. 1: 279 (1891), nom. superfl.
- Sabicea edulis (Rich.) Seem. ex B.D.Jacks., Index Kew. 1: 772 (1893).

var. edulis.
- Alibertia utilis A.Rich., Mém. Soc. Hist. Nat. Paris 5: t. 21 (1830), sphalm.
- Thieleodoxa lanceolata Cham., Linnaea 9: 253 (1834).
- Cordiera acuminata Benth., Hooker's J. Bot. Kew Gard. Misc. 3: 221 (1841).
- Alibertia hexagyna H.Karst., Fl. Columb. 1: 57 (1860).
- Cordiera hexagyna (H.Karst.) Kuntze, Revis. Gen. Pl. 1: 279 (1891).
- Alibertia longistipulata L.Riley, Bull. Misc. Inform. Kew 1927: 122 (1927).
- Alibertia panamensis L.Riley, Bull. Misc. Inform. Kew 1927: 123 (1927).
- Alibertia tutumilla Rusby, Mem. New York Bot. Gard. 7: 375 (1927).
- Alibertia trinitatis Sprague & R.O.Williams, in Fl. Trinidad 2: 19 (1928).
- Alibertia acuminata (Benth.) Sandwith, Bull. Misc. Inform. Kew 1931: 470 (1931).
- Thieleodoxa nitidula Bremek., Recueil Trav. Bot. Néerl. 33: 711 (1936).
- Borojoa lanceolata (Cham.) Cuatrec., Acta Agron. 3: 95 (1953).

var. obtusiuscula (Steyerm.) Delprete & Perss., Fl. Venezuelan Guayana 8: 514 (2004). De Venezuela y Guyana.
- Alibertia acuminata var. obtusiuscula Steyerm., Mem. New York Bot. Gard. 12: 223 (1965).
- Alibertia davidasae Steyerm., Ann. Missouri Bot. Gard. 66: 903 (1979 publ. 1980).[1]